# Wolfsbach (Niederösterreich)
Wolfsbach ist eine österreichische Marktgemeinde im Bezirk Amstetten im Bundesland Niederösterreich mit 2239 Einwohnern (Stand 1. Jänner 2025).

## Geografie
Wolfsbach liegt im Mostviertel in Niederösterreich. Die Grenze im Süden bilden die Zaucha und die Url. Diese fließt in einer Höhe von 330 Meter über dem Meer. Im Westen, Norden und im Osten erreichen Hügelkuppen 400 Meter.
Die Gemeinde hat eine Fläche von 31 Quadratkilometer. Davon sind 84 Prozent landwirtschaftliche Nutzfläche, 8 Prozent sind bewaldet.

### Gemeindegliederung
Die Marktgemeinde setzt sich aus den drei nachfolgenden Katastralgemeinden zusammen (Fläche Stand: 31. Dezember 2023):
- Bubendorf (1.120,07 ha)
- Meilersdorf (1.004,06 ha)
- Wolfsbach (976,35 ha)

Die Gemeinde besteht aus der Ortschaft Wolfsbach. Ortsteile von Wolfsbach sind: Adersdorf, Bachlerboden, Baumgarten, Bierbaumdorf, Bruderberg, Bubendorf, Dörflergut, Egg, Erdberg, Erkersdorf, Gansberg, Giebl, Grafenberg, Grillenberg, Haselstraß, Helmrechtsöd, Hinterberg, Hof, Höfart, Kerschbaum, Kirchstetten, Kirchweg, Kirnhub, Kirping, Loimersdorf, Loosdorf, Markstein, Meilersdorf, Pfarrhof, Plankenboden, Pöstling, Rudersberg, Schlögelhof, Straß, Wippersberg und Wolfsbach selbst – sowie aus zahlreichen Einzellagen.

### Nachbargemeinden
| Haag                | Strengberg                                  | Wallsee-Sindelburg |
|                     | Kompassrose, die auf Nachbargemeinden zeigt | Aschbach-Markt     |
| St. Peter in der Au | Seitenstetten                               | Biberbach          |

## Geschichte
Im Altertum war das Gebiet Teil der Provinz Noricum.
823 bestätigte Ludwig der Fromme in der Urkunde Confirmatio Ludovici Pii, dass Wolfeswanc zu jenen Seelsorgesprengeln gehöre, die bereits sein Vater Karl der Große der Passauer Kirche übergeben habe. Dazu passt, dass 2011 bei der Kircheninnenrenovierung Fundamente eines Vorgängerbaues aus dem 9. Jahrhundert gefunden wurden. 1109 erfolgte auf Wolfsbacher Pfarrgebiet die Gründung des Chorherrenstiftes, 1112 des Benediktinerklosters Seitenstetten. 1142 übergab Bischof Reginbert die Pfarre Wolfsbach dem Stift Seitenstetten. Im 15. Jahrhundert entstand die heutige spätgotische Pfarrkirche, die zweimal barock eingerichtet und 1908 schließlich regotisiert wurde. Im ausgehenden 16. Jahrhundert wurde ein neuer Pfarrhof errichtet, seit dem 17. Jahrhundert ist eine Pfarrschule bezeugt.
1850 entstanden auf dem Pfarrgebiet die drei selbständigen Gemeinden Bubendorf, Meilersdorf und Wolfsbach, die 1938 zur heutigen Gemeinde zusammengelegt wurden. Seit 2003 ist Wolfsbach Marktgemeinde.

### Einwohnerentwicklung
| Wolfsbach: Einwohnerzahlen von 1869 bis 2025        | Wolfsbach: Einwohnerzahlen von 1869 bis 2025 | Wolfsbach: Einwohnerzahlen von 1869 bis 2025 | Wolfsbach: Einwohnerzahlen von 1869 bis 2025 | Wolfsbach: Einwohnerzahlen von 1869 bis 2025 |
| --------------------------------------------------- | -------------------------------------------- | -------------------------------------------- | -------------------------------------------- | -------------------------------------------- |
| Jahr                                                |                                              |                                              |                                              | Einwohner                                    |
| 1869                                                | 1869                                         |                                              | 1.842                                        | 1.842                                        |
| 1880                                                | 1880                                         |                                              | 1.819                                        | 1.819                                        |
| 1890                                                | 1890                                         |                                              | 1.833                                        | 1.833                                        |
| 1900                                                | 1900                                         |                                              | 1.943                                        | 1.943                                        |
| 1910                                                | 1910                                         |                                              | 1.988                                        | 1.988                                        |
| 1923                                                | 1923                                         |                                              | 2.002                                        | 2.002                                        |
| 1934                                                | 1934                                         |                                              | 1.984                                        | 1.984                                        |
| 1939                                                | 1939                                         |                                              | 1.893                                        | 1.893                                        |
| 1951                                                | 1951                                         |                                              | 1.804                                        | 1.804                                        |
| 1961                                                | 1961                                         |                                              | 1.758                                        | 1.758                                        |
| 1971                                                | 1971                                         |                                              | 1.728                                        | 1.728                                        |
| 1981                                                | 1981                                         |                                              | 1.693                                        | 1.693                                        |
| 1991                                                | 1991                                         |                                              | 1.731                                        | 1.731                                        |
| 2001                                                | 2001                                         |                                              | 1.809                                        | 1.809                                        |
| 2011                                                | 2011                                         |                                              | 1.838                                        | 1.838                                        |
| 2021                                                | 2021                                         |                                              | 2.119                                        | 2.119                                        |
| 2025                                                | 2025                                         |                                              | 2.239                                        | 2.239                                        |
| Quelle(n): Statistik Austria, Gebietsstand 1.1.2021 |                                              |                                              |                                              |                                              |

## Kultur und Sehenswürdigkeiten

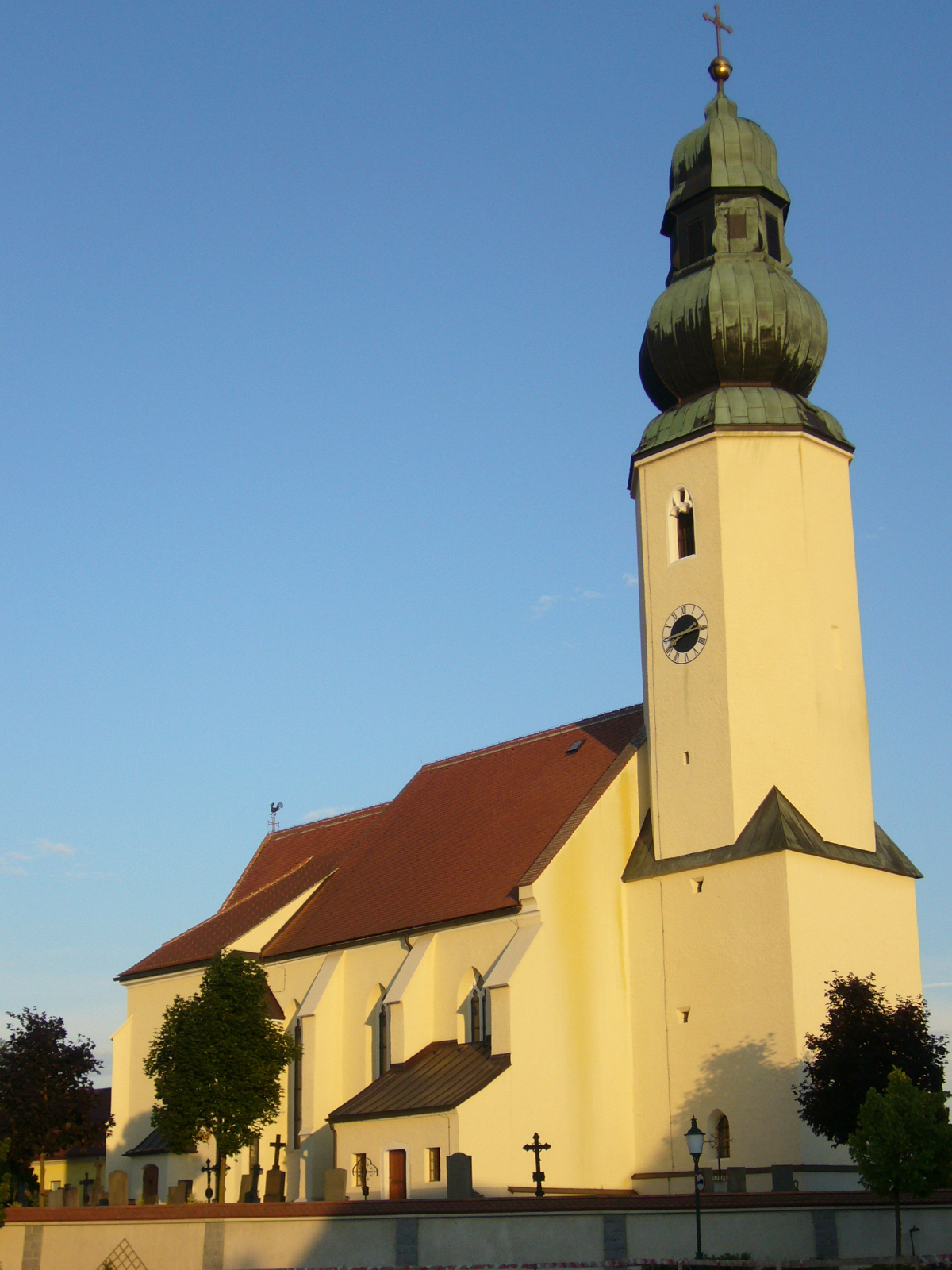
Pfarrkirche Wolfsbach

- Katholische Pfarrkirche Wolfsbach hl. Veit: Die Kirche ist eine spätgotische Hallenkirche mit vorgestelltem Westturm und weitgehend neugotischer Einrichtung. 2011 wurde das Kircheninnere gründlich renoviert und der Altarraum liturgisch neu geordnet.

## Wirtschaft und Infrastruktur
Nichtlandwirtschaftliche Arbeitsstätten gab es im Jahr 2001 66, nach der Erhebung 1999 gab es 150 land- und forstwirtschaftliche Betriebe. Erwerbstätige am Wohnort waren nach der Volkszählung 2001 824 Personen. Die Erwerbsquote lag 2001 bei 46,48 Prozent. Im Jahresdurchschnitt 2003 gab es am Ort 36 Arbeitslose.

### Öffentliche Einrichtungen
In der Gemeinde gibt es einen Kindergarten, eine Volksschule und eine Neue Mittelschule.

### Verkehr
- Eisenbahn: An der Südgrenze verläuft die Westbahn. Die Gemeinde selber hat keinen Bahnhof, jedoch befinden sich in unmittelbarer Nähe zur Gemeindegrenze der Bahnhof St. Peter-Seitenstetten (Gem. St. Peter in der Au) sowie die Haltestelle Krenstetten-Biberbach (Gem. Biberbach). Von beiden Stationen verkehren Regionalverbindungen Richtung Amstetten / Wien und St. Valentin.
- Straße: Im  Norden des Gemeindegebietes hat die West Autobahn  A1 die Raststation Strengberg.

## Politik

### Gemeinderat
Der Gemeinderat hatte 19 Mitglieder, seit dem Jahr 2025 21 Mitglieder.
- Nach den Gemeinderatswahlen in Niederösterreich 1990 hatte der Gemeinderat folgende Verteilung: 18 ÖVP und 1 SPÖ.
- Nach den Gemeinderatswahlen in Niederösterreich 1995 hatte der Gemeinderat folgende Verteilung: 16 ÖVP, 2 SPÖ und 1 FPÖ.[6]
- Nach den Gemeinderatswahlen in Niederösterreich 2000 hatte der Gemeinderat folgende Verteilung: 16 ÖVP, 2 SPÖ und 1 FPÖ.[7]
- Nach den Gemeinderatswahlen in Niederösterreich 2005 hatte der Gemeinderat folgende Verteilung: 16 ÖVP und 3 SPÖ.[8]
- Nach den Gemeinderatswahlen in Niederösterreich 2010 hatte der Gemeinderat folgende Verteilung: 15 ÖVP, 2 SPÖ und 2 FPÖ.[9]
- Nach den Gemeinderatswahlen in Niederösterreich 2015 hatte der Gemeinderat folgende Verteilung: 15 ÖVP, 3 SPÖ und 1 FPÖ.[10]
- Nach den Gemeinderatswahlen in Niederösterreich 2020 hatte der Gemeinderat folgende Verteilung: 15 ÖVP, 3 SPÖ und 1 FPÖ.[11]
- Nach den Gemeinderatswahlen in Niederösterreich 2025 hat der Gemeinderat folgende Verteilung: 17 ÖVP, 2 FPÖ und 2 SPÖ.[12]

### Bürgermeister
- bis 2005 Michael Ziervogl (ÖVP)
- 2005–2015 Franz Sturm (ÖVP)
- seit 2015 Josef Unterberger (ÖVP)[13]

Vizebürgermeisterin ist Anneliese Veronika Mayer.

### Wappen
Das Gemeindewappen wurde 1972 verliehen.
Blasonierung: In einem von Gold auf Blau durch einen silbernen, geästeten Balken erniedrigt geteilten Schild ein auf der Schildesteilung nach rechts laufender roter Wolf.

## Persönlichkeiten
- Johann Oberndorfer (1837–1910), Landwirt und Politiker, Mitglied des Abgeordnetenhauses 1879–1907[15]
- Ernst Koref (1891–1988), Politiker, SDAP, SPÖ, Linzer Bürgermeister und Nationalrat, in der Zeit des Austrofaschismus lebte er bei seinem jüngeren Bruder, der Gemeindearzt war.[16]
- Josef Wallner (1898–1983), Holzhändler und Politiker
- Franz Fuchsberger (1910–1992), Fußballspieler. Erster Spieler eines nicht aus Wien stammenden Vereins, der zu einem Einsatz in der österreichischen Nationalmannschaft kam. Teilnehmer bei den Olympischen Spielen 1936  (Silbermedaille).
- Sonja Ramskogler (* 7. Februar 1969 in Wien) ist eine österreichische Politikerin (SPÖ). Sie war von 2001 bis 2015 Abgeordnete zum Landtag und Mitglied des Wiener Gemeinderats.
- Martin Fraisl (* 10. Mai 1993 in Wolfsbach) ist ein österreichischer Fußballtorwart.